# Salma Khalil
Pour les articles homonymes, voir Khalil.
Salma Khalil, née le 22 janvier 1982 à N'Djamena, au Tchad, est une designer infographiste, poétesse, peintre et photographe tchadienne,.

## Biographie
Salma Khalil est la fille du docteur Khalil Alio, linguiste et ancien recteur de l'Université de N'Djamena ainsi que la petite sœur de l'artiste musicienne Mounira Mitchala et la grande sœur de l'actrice Rihané Khalil Alio. Elle a grandi en Allemagne.
Elle est graphiste designer chez Tigo Tchad de 2008 à 2017 et Ambassadrice suppléante de bonne volonté du Fonds Mondial/Tuberculose.
Elle est l'initiatrice du projet Portrait des femmes tchadiennes, une série de portraits sur les femmes tchadiennes exposés notamment à Paris dans le cadre du Plan national de développement (PND).
En 2013, elle crée le site d'information culturelle artistetchadienne.org pour promouvoir la culture africaine et le genre.
En 2017, ses œuvres ont été exposées à Abidjan, en Côte d'Ivoire dans le cadre des Jeux de la Francophonie.
Salma Khalil est une actrice de la société civile, fondatrice de l'association Positive,.
En janvier 2023, elle participe avec son premier film d'animation Reine du Guera à la 28e édition du Fespaco et obtient la mention spéciale du jury.
En mai 2024, elle a été désignée lauréate puis récompensée par le prix spécial du meilleur film africain Canal+ International lors du Festival du Film d'Animation d'Abidjan, qui s'est tenu du  29 avril au  5 mai 2024 en Côte d'Ivoire,.

## Publications
- Avec Alice Milani, Un parcours fait d'embûches. Histoires de femmes du cœur de l’Afrique, édité par l'ONG milanaise ACRA (2023).